# (15034) Décines
(15034) Décines est un astéroïde de la ceinture principale ayant une période orbitale de 1369,2676 jours (3,75 années).
Cet astéroïde a été découvert le 16 novembre 1998 par deux astronomes italiens, Maura Tombelli et Luciano Tesi. 
Il doit son nom à la ville française de Décines, qui est jumelée à Monsummano Terme, ville de naissance du second découvreur, et dans laquelle l'association amateur Alepieri est très active dans la vulgarisation de l'astronomie.